# HD 125595 b
HD 125595 b (también conocido como HIP 70170 b) es un planeta extrasolar que orbita la estrella de tipo K de la secuencia principal HD 125595, localizado aproximadamente a 89 años luz, en la constelación de Centaurus.Este planeta tiene al menos 14 veces la masa de la Tierra y tarda 9 días y 16 horas en completar su periodo orbital, con un semieje mayor de 0,078 UA. Sin embargo, a diferencia de la mayoría de los exoplanetas conocidos, su excentricidad no se conoce, pero es habitual que se desconozca su inclinación. Este planeta fue detectado por HARPS el 19 de octubre de 2009, junto con otros 29 planetas. El astrónomo Wladimir Lyra (2009) ha propuesto Cyllarus como el nombre común posible para HD 125595 b.